# Antigua estación del ferrocarril suburbano de Málaga
La antigua estación de la Compañía de Ferrocarriles Suburbanos de Málaga se localizaba en un edificio en la entrada al recinto portuario, entre la Plaza de la Marina y la Avenida de Manuel Agustín Heredia del Ensanche del Distrito Centro de la ciudad andaluza de Málaga, España.
Este edificio sirve como sede del Instituto de Estudios Portuarios.

## Arquitectura
Se trata de un edificio ecléctico de inspiración neoclásica, como muestran las columnas dóricas sobre pedestales de la fachada principal semicircular, rematada con un frontón con reloj que delata su antigua función de estación ferroviaria.
Destaca el tratamiento bícromo del exterior en blanco y rojo, que le aporta uniformidad con los restantes edificios de la plaza de la Marina.

## Historia
La primera piedra del edificio fue puesta el 21 de febrero de 1911 por parte del ministro de Fomento, Rafael Gasset y el director general de Obras Públicas, Luis de Armiñán y bendecida por el Obispo, Juan Muñoz de Herrera. El edificio es obra de los arquitectos Enrique Verdú y Leopoldo Werner. Entró en funcionamiento tras el traslado de la cabecera desde La Malagueta hasta la entrada del puerto. Daba cobertura a la red de Ferrocarriles Suburbanos de Málaga que unía a la capital malagueña con Coín, con Ventas de Zafarraya a través de Vélez-Málaga y con Fuengirola. En 1995, fue sometida a una restauración por Juan Pablo Gómez de la Fuente. 
De las líneas que partían de allí, todas fueron clausuradas en la década de 1960. Sólo la línea de Fuengirola, construida por la empresa Ferrocarriles de Málaga a Algeciras y Cádiz, explotada por FSM hasta 1934 y pasando después a manos de FEVE, se mantuvo activa.